# Il tempo di decidere
Il tempo di decidere (Return to Paradise) è un film del 1998 diretto da Joseph Ruben, remake del film francese Forza maggiore (Force Majeure) del 1989.

## Trama
Dopo una vacanza in Malaysia, due amici statunitensi ripartono ignari del fatto che il loro terzo amico (un connazionale) è stato arrestato per possesso di droga e rischia la condanna a morte. L'unica possibile salvezza per lui è il ritorno dei due amici e la loro assunzione di responsabilità. I due si ritrovano ad affrontare una scelta difficile: l'amicizia o la libertà? L'epilogo sarà atroce, e infatti il terzo amico verrà impiccato nonostante la spontanea consegna alle autorità giudiziarie malesi dei due amici, tornati dagli Stati Uniti con l'intento di liberarlo.